# التمديد لمجلس النواب اللبناني 2014
قام مجلس النواب اللبناني بتمديد ولايته الدستورية لسنتين وسبعة أشهر تنتهي في العام 2017  الأمر الذي أدى إلى مضاعفة ولايتهم الأصلية بعد التمديد الأول الذي أقره ذات المجلس في حزيران / يونيو 2013.
أقر المجلس هذا التمديد في جلسته المنعقدة بتاريخ 5 تشرين الثاني / نوفمبر 2014 وذلك بأغلبية 95 نائب من أصل 128 نائب مع معارضة نائبين من حزب الطشناق وغياب نواب التيار الوطني الحر.

## ردود الأفعال المحلية
- الكاردينال الماروني مار بشارة بطرس الراعي: اعتبر التمديد عمل غير شرعي وغير دستوري.[1]
- جبران باسيل وزير الخارجية اللبناني والنائب عن التيار الوطني الحر: اعتبر التمديد عمل غير دستوري وغير قانوني وغير أخلاقي كما اعتبره اعتداء صارخ على خيارات اللبنانيين.[1]

## ردود الأفعال الدولية
- الاتحاد الأوروبي انجيلينا ايخهورست [الإنجليزية] سفير الاتحاد الأوروبي: اعتبرت يوم التمديد يوماً حزيناً في التاريخ الدستوري اللبناني.[1]